# Richard Wyche
Pour les articles homonymes, voir Wyche.
Richard Wyche, né en 1554 à Davenham et mort le 20 novembre 1621 à Londres, est un marchand, armateur et explorateur britannique.

## Biographie
Il est le fils de Richard Wyche (1525-1594) et de Margaret Haughton et descend d'un ancien Lord Maire de Londres au XVe siècle, Henry Wyche.
Il fait partie du premier comité des directeurs de la Compagnie anglaise des Indes orientales dont il est un des membres fondateurs. En 1599, il est un des organisateurs du premier voyage aux Indes de la Compagnie dont il souscrit 200 livres et commissionne la fourniture des haricots et de la moutarde. Il prend part en 1612 à la formation de la Compagnie du Nord-Ouest. Il fait partie des premiers aventuriers de la Compagnie de Moscovie.
Thomas Edge nomme en 1617 Wiche Islands, l'actuel groupe du Kong Karls Land, île Wiche l'actuelle Svenskøya, Wichebukta (en) (sur la côte est du Spitzberg) et Wichefjellet (en) (également sur la côte est du Spitzberg). Wiche Sound est nommé et découvert en 1614 et porte de nos jours les noms de Liefdefjorden et Woodfjorden.

### Famille
Richard Wyche épouse Elizabeth Saltonstall le 18 février 1583 ou 1584 à St Dunstan-in-the-East (en) (Londres). Elle est la fille de Richard Saltonstall, député et lord-maire de Londres. Le cousin germain d'Elizabeth est un autre Richard Saltonstall (en), qui, en 1630, établit une colonie dans la colonie de la baie du Massachusetts.
Le couple a douze fils et six filles. Nathaniel Wyche (en) vit en Inde et a été président de la Compagnie des Indes orientales à la fin des années 1650. Un autre fils est Peter Wyche, ambassadeur à Constantinople, qui a épousé Jane Meredith. Leurs enfants comprennent (le second) Peter Wyche, Cyril Wyche et Lady Jane Wyche, qui épouse John Granville, 1er comte de Bath. Peter Wyche est l'un des chanceliers de l'Université d'Oxford, et ses fils Sir Cyril et Sir Peter sont parmi les membres fondateurs de la Royal Society. Sa fille Jane Wyche Granville est comtesse de Bath et Lady of the Bedchamber d'Henriette-Marie de France, reine consort du roi Charles Ier d'Angleterre.
Richard meurt le 20 novembre 1621 et est inhumé le 26 novembre à St Dunstan-in-the-East à Londres.